# بيتر مارك روجيه
بيتر مارك روجيه LRCP (الكلية الملكية للأطباء في لندن)، FRS (زمالة الجمعية الملكية)، FRCP FGS (الجمعية الجيولوجية في لندن)، FRAS (الجمعية الفلكية الملكية)، (المملكة المتحدة: /ˈrɒʒeɪ/ الولايات المتحدة: /roʊˈʒeɪ/ 18 يناير 1779 - 12 سبتمبر 1869) كان طبيبًا بريطانيًا، وعالم لاهوت طبيعي، ومؤلف معجم، والسكرتير المؤسس لمكتبة ذا بورتيكو The Portico. اشتهر بنشره قاموس الكلمات والعبارات الإنجليزية عام 1852، وهو مجموعة مصنفة من الكلمات ذات الصلة (قاموس المرادفات). كما قرأ أيضًا بحثًا للجمعية الملكية حول الوهم البصري الغريب في عام 1824، والذي غالبًا ما يُنظر إليه على أنه أصل استمرار نظرية الرؤية المستخدمة لاحقًا بشكل شائع لشرح الحركة الظاهرة في الأفلام والرسوم المتحركة.

## النشأة
ولد بيتر مارك روجيه في شارع برود، سوهو، لندن، وهو ابن جان (جون) روجيه (1751–1783)، وهو رجل دين من جنيف، وكاثرين روميلي، أخت السياسي البريطاني المؤيد لإلغاء عقوبة الإعدام والمصلح القانوني السير صموئيل روميلي. بعد وفاة والده، انتقلت العائلة إلى إدنبره عام 1783 حيث درس روجيه الطب لاحقًا في جامعة إدنبره، وتخرج عام 1798. صموئيل روميلي، الذي تولى دور الأب البديل لروجيه ودعم تعليم ابن اخته، قدمه أيضًا إلى الدوائر الاجتماعية اليمينية.
ثم حضر روجيه محاضرات في كليات الطب في لندن. عاش في كليفتون، بريستول، من 1798 إلى 1799، وكان يعرف توماس بيدوز وهمفري ديفي وكان يتردد على معهد بنيوماتيك (معهد متعلق بدراسة التأثيرات الطبية للغازات).
لم يبدأ روجيه بداية سريعة في مهنة الطب، ففي عام 1802، تولى مسؤولية تدريس أبناء جون لي فيليبس، الذي بدأ معه جولة كبيرة خلال صلح أميان، حيث سافر مع صديقه لوفيل إيدجوورث، ابن ريتشارد لوفيل إدجوورث. وعندما انتهى السلام فجأة، احتجز كسجين في جنيف. كان قادرًا على إعادة تلاميذه إلى إنجلترا في أواخر عام 1803، لكن إيدجوورث بقي محتجزًا حتى سقوط نابليون في 6 أبريل 1814.

## المهنة الطبية
بمساعدة صموئيل روميلي، أصبح روجيه طبيبًا خاصًا لوليام بيتي، مركيز لانسداون الأول، الذي توفي عام 1805. ثم خلف توماس بيرسيفال في مستوصف مانشستر وبدأ بإلقاء محاضرات في علم وظائف الأعضاء. انتقل إلى لندن عام 1808 وفي عام 1809 أصبح مجازًا من الكلية الملكية للأطباء. نقل بعد فترة طويلة من العمل في المستوصف وإلقاء المحاضرات -على وجه الخصوص في معهد راسل والمعهد الملكي- إلى طاقم مستشفى الملكة شارلوت في عام 1817. كما حاضر في معهد لندن ومدرسة ويندميل ستريت.
في عام 1823 جرى إحضار روجيه وبيتر مير لاثام للتحقيق في مرض في سجن ميلبانك. في عام 1828، قدم روجيه مع وليام توماس براند وتوماس تيلفورد تقريرًا عن إمدادات المياه في لندن. في عام 1834 أصبح أول أستاذ فوليري لعلم وظائف الأعضاء في المعهد الملكي. أحد الذين ساهموا في تأسيس جامعة لندن عام 1837، كان ممتحنًا في علم وظائف الأعضاء هناك. تخلى عن ممارسة الطب عام 1840.

## القاموس الموسوعي للمفردات
تقاعد روجيه من الحياة المهنية في عام 1840، وبحلول عام 1846 كان يعمل على الكتاب الذي يخلد ذكراه حتى اليوم. يُزعم أن روجيه عانى من الاكتئاب معظم حياته، وأن المعجم نشأ جزئيًا من محاولة محاربته. ذكر كاتب سيرته الذاتية أن هوسه بإعداد القوائم كآلية للتكيف كان راسخًا عندما كان روجيه في الثامنة من عمره. في عام 1805، بدأ في الحفاظ على مخطط تصنيف دفتر الملاحظات للكلمات، مرتبة حسب المعنى. خلال هذه الفترة انتقل أيضًا إلى مانشستر، حيث أصبح السكرتير الأول لمكتبة بورتيكو.
طُبع فهرس الكلمات لأول مرة في عام 1852، بعنوان قاموس الكلمات والعبارات الإنجليزية، مصنفًا ومرتبًا لتسهيل التعبير عن الأفكار والمساعدة في التأليف الأدبي. خلال حياة روجيه، كان للعمل ثمانية وعشرون طبعة. بعد وفاته، قام ابنه جون لويس روجيه (1828–1908) بمراجعته وتوسيعه، وبعد ذلك بواسطة ابن جون المهندس صموئيل روميلي روجيه (1875–1953). عرضت مكتبة روجيه الخاصة للبيع بالمزاد في عام 1870 في دار سوثبي للمزادات وتم تحليل كتالوجها.